# Pelargonium peltatum
Espèce
Classification phylogénétique
Pelargonium peltatum, ou géranium-lierre, est une espèce de plante pérenne de la famille des Geraniaceae, originaire d'Afrique du Sud.
L'espèce sauvage est le parent des pélargoniums horticoles à feuilles de lierre, nommés aussi géranium-lierre, au risque d'une confusion entre hybrides et espèce botanique.

## Étymologie
Le nom générique Pelargonium, en latin scientifique, dérive du grec pelargós (πελαργός), désignant la cigogne, la forme de leur fruit évoquant le bec de l'échassier. L'épithète spécifique peltatum vient du latin pelta « pelte, petit bouclier », évoquant la forme des feuilles.

## Description
À l'état sauvage, le Pelargonium peltatum est une plante pérenne, semi-succulente, grimpante ou rampante, aux tiges plutôt angulaires pouvant atteindre deux mètres de long.
Les feuilles un peu charnues et aromatiques, sont généralement peltées, de forme circulaire, à 5 angles ou 5 lobes triangulaires, de 3-5 cm de diamètre. Le limbe est parfois marqué d'une zone annulaire sombre, brillant ou glabre. Les stipules sont largement ovales.
Les fleurs fortement zygomorphes, sont blanches, roses ou pourpre pale. Les 2 pétales supérieurs sont plus grands et veinés de rougeâtre, les 3 pétales inférieurs sont plus petits, aux marges légèrement ondulées. L'hypanthium fait 30-40 mm. Sur les 7 étamines fertiles, deux sont plus petites. Le pollen est orange.
En Afrique du Sud, la floraison a lieu principalement de septembre à décembre.
À l'état sauvage, le Pelargonium peltatum est assez variable en taille, texture et couleur du feuillage.
Il se reconnait facilement par son port rampant et ses feuilles ressemblant à des feuilles de lierre.
|  |  |

## Distribution
Il croit dans une vaste région caractérisée par des pluies hivernales de la Province du Cap, en Afrique du Sud. Sa distribution s'étend plus à l'est dans des régions à pluies estivales du Natal et de l'est du Transvaal.

## Synonymes
D'après Tropicos :
- Geranium peltatum L.
- Pelargonium lateripes L'Hér.

## Histoire
Il fut probablement introduit en Hollande en 1700. Caspar Commelin le reçut dans un envoi du gouverneur de la Province du Cap, Willem Adriaan van der Stel. Il le décrivit dans Praeludia Botanica en 1703.
En 1701, il était cultivé dans les jardins de la duchesse de Beaufort en Angleterre. Passionnée par les plantes exotiques, elle possédait des jardins botaniques à Chelsea et à Badminton dans le Gloucestershire où grâce aux soins du botaniste William Sherard, plus de 1 500 plantes furent importées des Caraïbes, d'Afrique du Sud, d'Inde, de Chine et du Japon.

## Usages
- Usage médicinal

Traditionnellement, les feuilles, au goût aigrelet, furent utilisées contre les maux de gorge.
Les feuilles broyées furent employées comme antiseptique, pour soigner les petites écorchures. Des pétales, on peut extraire une teinture d'un bleu profond, qui a été utilisée en peinture.
- Usage horticole

L'espèce sauvage est le parent des pélargoniums horticoles à feuilles de lierre, nommés aussi géranium-lierre, au risque d'une confusion entre hybride et espèce botanique. On trouve de nombreuses variétés à fleurs simples, semi-doubles ou doubles soit d'un rouge classique soit mauves ou roses, blanches ou bicolores. Il existe aussi des variétés à feuilles panachées. La variété 'Roi des balcons', aux branches retombantes et aux fleurs simples, rouge feu, est très connue.
Des hybridations de pélargoniums du groupe zonal et du groupe à feuilles de lierre donnent des plantes ayant principalement les caractéristiques du type feuilles de lierre.
Ces cultivars sont généralement cultivés en jardinière, bac, pot ou suspension.